# Cystoisospora belli
Cystoisospora belli (renombrada así en 2005, antes llamada Isospora belli) es un protista apicomplejo que causa la enfermedad de isosporiasis en los seres humanos y otros animales. Es un coccidio formador de quistes que se transmite por vía fecal-oral. Infecta las células epiteliales de intestino delgado y es el menos común de los tres coccidios intestinales que afectan a los seres humanos. Los síntomas incluyen diarrea y pérdida de peso.

## Morfología
Los esporozoitos y los merozoitos, las fases móviles que invaden células epiteliales, tienen forma de banano. Cuando maduran a trofozoitos toman una forma redonda u oval, con un núcleo prominente y un nucléolo conspicuo. Los macrogametos presentan un núcleo grande, redondo u oval, situado centralmente. A los macrogametos también los caracteriza la presencia de gránulos intracitoplasmáticos prominentes. Los microgametocitos, que son el estadio menos comúnmente identificado, contienen a los microgametos alineados en su periferia a lo largo de la superficie interna de la membrana celular.
Con el microscopio de luz, sin teñir, los ooquistes de I. belli presentes en las heces son ovales o elipsoidales y de color blanco transparente. Miden, aproximadamente, 28 por 13 µm de largo y 10 por 19 µm de ancho. En el momento de la eliminación contienen una masa granulosa llamada esporoblasto. Una vez en el exterior, el esporoblasto se divide en dos y comienza a formar membranas para constituir dos esporoquistes. En el interior de cada esporoquiste se forman cuatro esporozoítos fusiformes.

## Ciclo vital

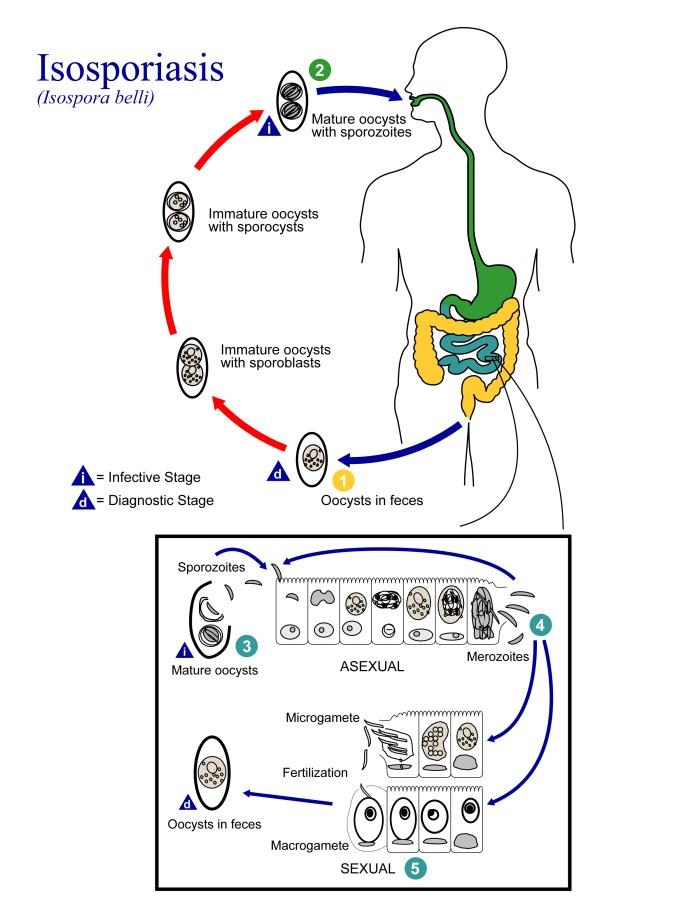
Ciclo vital de Isospora belli.

Isospora belli se transmite por la vía fecal-oral. La explicación puede seguirse en la figura de al lado. En el momento de la excreción, los ooquistes inmaduros contienen generalmente un esporoblasto (1 en la figura). El esporoblasto se divide en dos, por lo que los ooquistes contienen ahora dos esporoblastos. Los esporoblastos secretan la pared del quiste, convirtiéndose así en esporoquistes y estos se dividen en dos ocasiones para originar cuatro esporozoítos cada uno (2). La infección se produce por ingestión de ooquistes conteniendo esporozoitos.
Los ooquistes se desenquistan en el intestino delgado y liberan sus esporozoítos, que invaden las células epiteliales e inician la esquizogonia (3). Los trofozoítos se desarrollan en esquizontes que contienen múltiples merozoitos. Los esquizontes maduros se rompen y liberan los merozoítos, que invaden nuevas células epiteliales y continúan el ciclo de multiplicación asexual (4). Después de como mínimo una semana, comienza la etapa sexual con el desarrollo a partir de los merozoitos de los gametocitos masculinos y femeninos (5). La fertilización resulta en el desarrollo de ooquistes que se excretan en las heces.

## Diagnóstico
El diagnóstico se realiza por el hallazgo característico de ooquistes inmaduros o maduros en materia fecal. Estos pueden ser identificados por medio de un CPS de concentración, por el método de Faust-Ferreira, o con acetato-etilen-formalina. Sin embargo, los ooquistes pueden ser escasos y por su transparencia pueden pasar inadvertidos, incluso a pesar de haber sido teñidos con yodo. Por lo anterior se recomienda la realización de frotis teñidos por el método de Kinyoun modificado los ooquistes adquieren color rojo brillante sobre un fondo verde. También se han reportado buenos resultados con la observación de contenido duodenal por medio de la cápsula de Beal